# Lenguas misumalpas
Las lenguas misumalpas (también conocidas como misumalpa) son una pequeña familia de lenguas indígenas de América habladas en la costa este de Nicaragua y zonas cercanas. La familia fue llamada así por las primeras sílabas de: Mískitu, Sumu y Matagalpa.

## Clasificación
La familia misumalpa fue claramente reconocida hace mucho tiempo, aunque hasta el trabajo de Adolfo Constenla Umaña en la década de 1980 existía muy poco trabajo histórico comparado sobre estas lenguas.
Las estimaciones glotocronológicos apuntan a un tiempo de separación desde el antecesor común de entre unos 5800 y unos 6200 años. No obstante, todas las lenguas misumalpa comparten el mismo inventario fonológico. Las consonantes son p, b, t, d, k, s, h, w, y, y dos versiones (sorda y sonora) de m, n, ng, l y r, por lo que el inventario consonántico es:
|             | labial | alveolar | palatal | velar | glotal |
| ----------- | ------ | -------- | ------- | ----- | ------ |
| oclusiva    | p b    | t d      |         | k     |        |
| fricativa   |        | s        |         |       | h      |
| nasal       | m̥ m    | n̥ n      |         | ŋ̥ ŋ   |        |
| vibrante    |        | ɾ ̥ ɾ     |         |       |        |
| aproximante | w      | l ̥ l     |         | y     |        |
Las vocales son a, i, u con versiones corta y larga, es decir, /i, a, u; iː, aː, uː/.

### Lenguas de la familia

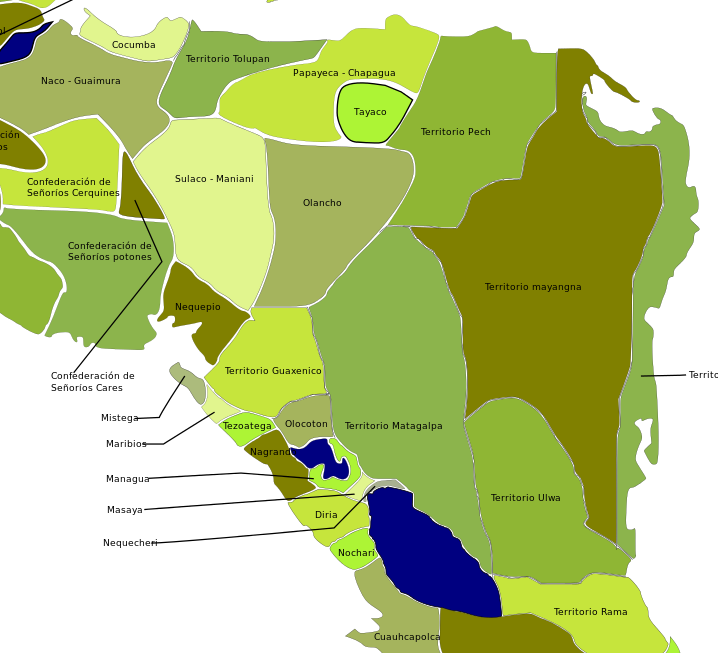
Entidades territoriales que existían en Centroamérica en el antes de la colonización europea.

Se conocen varias lenguas de la familia, de las cuales actualmente sólo sobreviven dos, y habiéndose extinguido la mayor parte de ellas. Los datos históricos muestran que en otro tiempo, estas lenguas se extendieron por El Salvador, Honduras y Nicaragua. Los integrantes conocidos de la familia son:
- Las lenguas misquitas: Que constan únicamente de una lengua conocida:
  - El misquito que tiene cerca de 183.000 hablantes (1993),[2] 77.000 a 160.000 en 1997,[3] principalmente en la Región Autónoma de la Costa Caribe Norte de Nicaragua y en el departamento de Gracias a Dios de Honduras.
- Las lenguas sumalpa:
  - El sumo: que tienen entre todas las variantes unos 7400 hablantes (1982-1997),[4] en los alrededores del río Huaspuc y de sus tributarios, la mayor parte en Nicaragua y algunos en Honduras. Muchos de sus hablantes han pasado a hablar misquito. Existen diversas variantes o dialectos del sumo:
    - Mayangna
      - Tawahka
      - Panamahka
      - Tuahka

    - El Ulwa

  - Las lenguas matagalpanas:
    - El cacaopera: Se encuentra extinto. Fue hablado en el departamento de Morazán de El Salvador.
    - El matagalpa: Se encuentra extinto. Fue hablado en las montañas centrales de Nicaragua y en el departamento de El Paraíso en Honduras.

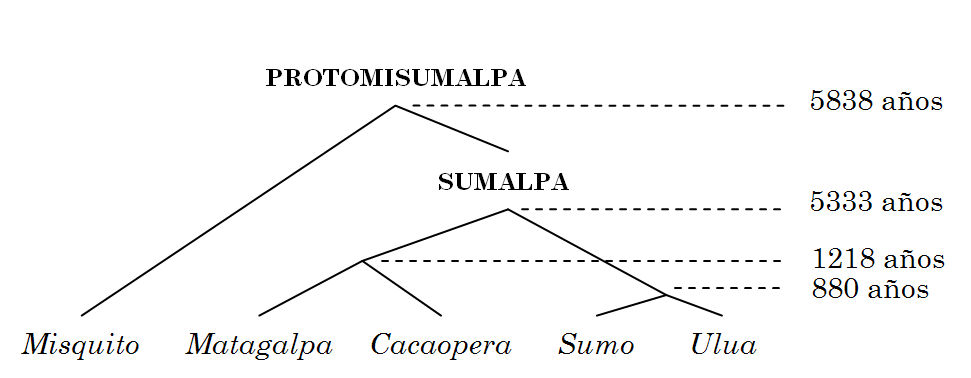

El misquito se convirtió en el idioma dominante de Mosquitia a partir del finales del siglo XVII debido a su alianza con el Imperio británico. En el nordeste de Nicaragua, sigue avanzando entre los que anteriormente hablaban el sumo. Sin embargo, su nivel sociolingüístico es menor que el de los criollos anglófonos del sudeste, y en esa región el misquito continua a perder terreno. El sumo está en peligro de desaparición en casi todas las partes en donde se habla todavía, si bien hay algunas evidencias de que fue la lengua dominante de la región antes de la subida del misquito . Las lenguas matagalpanas se extinguieron hace mucho tiempo y no están muy bien
documentadas.

### Relación con otras lenguas
Con frecuencia se ha señalada que podría existir un parentesco con las lenguas chibchenses aunque prácticamente no se ha aportado evidencia sólida en ese sentido. Joseph Greenberg las clasifica como una subfamilia del grupo chibchano, lo cual ha sido rebatido por diversos lingüistas ya que dicha propuesta es altamente especulativa y está respaldada en una evidencia débil.
El trabajo de Adolfo Constenla sugiere que las lenguas misumalpas están relacionadas genéticamente con la familia lenca. Más recientemente el mismo autor ha usado el método comparativo para sugerir una relación entre el lenca-misumalpa y las lenguas chibchenses, por lo que el propone una macrofamilia lenmichí.

## Comparación léxica
La siguiente tabla reproduce algunos cognados entre las lenguas misumalpa:
| GLOSA     | Cacaopera    | Matagalpa | Sumu            | Mískito          |
| --------- | ------------ | --------- | --------------- | ---------------- |
| serpiente | bil (gusano) |           | bil             | piuta            |
| pulga     | pasář        |           | pisa            | písa             |
| árbol     | man          | man       | pan             | dus /dusa        |
| luna      | aiku         | aiko      | waiko           |                  |
| verde     | sásaka       |           | sanka           | san-             |
| amarillo  | lalá         |           | lalah           | lalah-           |
| rojo      | mayu         | pu        | paw             | paw-             |
| dos       | búřu         | buyo      | bu              | wal              |
| tres      | wasba watba  | watba     | bas/mas         | yumhpa           |
| agua      | li           | li        | was             | li               |
| fuego     | lawal        | lawal     | lawa (parrilla) | lapta (caliente) |
| casa      | u            | u         | u               | u                |
| nariz     | -nan-        | nam       | nan             |                  |
| aguacate  | sial         | sial      | sarin           | sikia            |
| ceniza    | wabu         |           | wan             | yampus           |
| yo        | yam          |           | yan             | yan              |
| tú        | man-         |           | man             | man              |

## Protolengua
Reconstrucción del proto-misumalpa según Adolfo Constenla Umaña (1987):
| N.º | GLOSA                           | PROTO- MISUMALPA |
| --- | ------------------------------- | ---------------- |
| 1   | abuela                          | titiŋ            |
| 2   | abuelo                          | *nini            |
| 3   | acostarse                       | *udaŋ            |
| 4   | agua                            | *li              |
| 5   | amarillo                        | *lalalh          |
| 6   | árbol                           | *ban             |
| 7   | arena                           | *kawh            |
| 8   | atar                            | *widi            |
| 9   | ayote                           |                  |
| 10  | beber                           | *di              |
| 11  | boca                            | *ta              |
| 12  | bueno                           | *jam-            |
| 13  | búho                            | *iskidi          |
| 14  | cantárida                       | *mada            |
| 15  | caracol                         | *suni            |
| 16  | caramba                         | *anaj            |
| 17  | casa                            | *u               |
| 18  | cocer                           | *bja             |
| 19  | cocerse                         | *wad             |
| 20  | colibrí                         | *sud             |
| 21  | cuarta persona                  | *-ni             |
| 22  | chica de maíz                   | *sili            |
| 23  | chile                           | *kuma            |
| 24  | dar                             | *a               |
| 25  | dinero                          | *lihwan          |
| 26  | dormir                          | *jabu            |
| 27  | dos                             | *bu              |
| 28  | esposa                          | *maja            |
| 29  | estar                           | *da              |
| 30  | exhortativo-imperativo plural   | *-naw            |
| 31  | flecha                          |                  |
| 32  | formativo de verbo intransitivo | *-wa             |
| 33  | gallinácea silvestre            |                  |
| 34  | garrapata                       | *mata            |
| 35  | garza                           | *udu             |
| 36  | guardar                         | *ubak            |
| 37  | guatusa                         | *kjaki           |
| 38  | gusano                          | *bid             |
| 39  | hierro                          | *jasama          |
| 40  | humo                            |                  |
| 41  | interrogativo                   | *ma              |
| 42  | interrogativo                   | *ja              |
| 43  | ir                              | *wa              |
| 44  | jocote                          | *wudak           |
| 45  | lejos                           | *naj             |
| 46  | lengua                          | *tu              |
| 47  | luna                            | *wajku           |
| 48  | llamarse                        | *ajaŋ            |
| 49  | maíz                            | *aja             |
| 50  | maduro                          | *ahawa           |
| 51  | matapalo                        | *laka            |
| 52  | mentir                          | *ajlas           |
| 53  | mujer                           | *jwada           |
| 54  | murciélago                      | *umis            |
| 55  | nariz                           | *nam             |
| 56  | negativo (sufijo verbal)        | *-san            |
| 57  | nube                            | *amu             |
| 58  | ocote                           | *kuh             |
| 59  | oír                             | *wada            |
| 60  | oler (intr.)                    | *walab           |
| 61  | oreja                           | *tupal           |
| 62  | orina                           | *usu             |
| 63  | perezoso                        | *saja            |
| 64  | pesado                          | *wida            |
| 65  | piedra                          | *walpa           |
| 66  | piel                            | *kutak           |
| 67  | piojo                           |                  |
| 68  | pléyades                        | *kadu            |
| 69  | podrido                         |                  |
| 70  | meter                           | *kan             |
| 71  | pozol                           | *sawa            |
| 72  | presente (sufijo verbal)        | *ta              |
| 73  | primera persona (sufijo)        | *-i              |
| 74  | primera persona (sufijo)        | *-ki             |
| 75  | red                             | *wali            |
| 76  | rodilla                         | *kadasmak        |
| 77  | rojo                            | *paw             |
| 78  | sangre                          | *a               |
| 79  | segunda persona (sufijo)        | *-ma             |
| 80  | tacaní (tipo de abeja)          | *walaŋ           |
| 81  | tepezcuintle (paca)             | *uja             |
| 82  | tercera persona (sufijo)        | *-ka             |
| 83  | teta                            | *tja             |
| 84  | teta                            | *su              |
| 85  | tigre                           |                  |
| 86  | tos                             | *anaŋ            |
| 87  | tú                              | *man             |
| 88  | verde                           | *saŋ             |
| 89  | viento                          | *win             |
| 90  | yerno                           | *u               |
| 91  | yo                              | *jam             |
| 92  | zacate                          | *tun             |
| 93  | zopilote                        | *kusma           |
| 94  | zorro hediondo                  | *wasala          |

### Colecciones bibliográficas
- FDL bibliography (general, se puede buscar por lenguas específicas)
- Bibliografía sobre la lengua ulwa
- Miskito bibliography